# Sauvegarde maritime
La notion de sauvegarde maritime qualifie l'ensemble des missions, civiles et militaires, qui visent à assurer la protection et la sécurité des approches maritimes d'un territoire national.
Ces missions s'adressent aussi bien :
- aux risques traditionnels liés aux activités maritimes : secours et sauvetage en mer, lutte contre les pollutions marines, police de la navigation, surveillance des pêches ;
- qu'aux luttes contre les activités illicites sur mer : terrorisme, piraterie, narcotrafic, migration clandestine par mer...

Les missions de sauvegarde maritime se rattachent en partie à l'action de l'État en mer.